# プッチェーロ

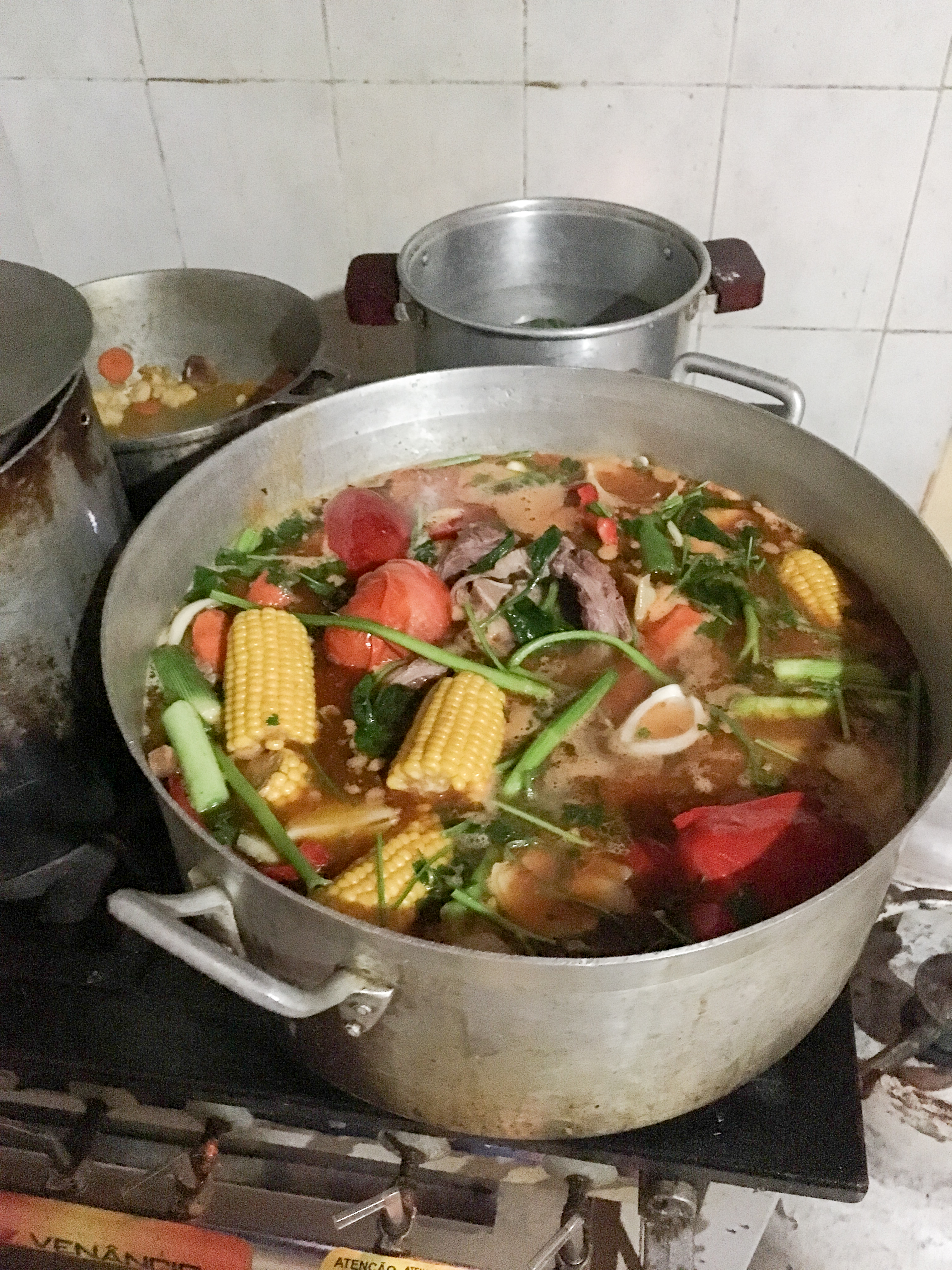
プッチェーロ

プッチェーロ（Puchero、プチェーロとも）とは、主にアルゼンチンなどのスペイン語圏で作られるシチューである。ただし、具材については特に規定が存在しておらず、したがってプッチェーロを一言で説明すると「なんでもシチュー」となる。なお、「Puchero」というのは「シチュー用の深い鍋」を意味するスペイン語である。

## 概要
プッチェーロは、主にアルゼンチンなどで食べられているシチューである

。
このプッチェーロは「なんでもシチュー」であると説明される例が見られる

。
実は、プチェーロには通常何種類もの肉や野菜が使用されるわけだが、使用する具材については特に決まっていない

。
したがって、プチェーロは何種類もの肉や野菜を煮込んだシチューとしか定義できない。要するに、大鍋に十分な量の水を入れて、そこで肉や野菜を煮込んで作られるシチューなのである。煮込んだ野菜や肉から出る旨みを基本として、コショウなどの香辛料や食塩などの調味料で調味することで、プチェーロは完成する。このようなプチェーロは、アルゼンチンではよく食べられている料理の1つとして知られている

。
特に、秋から冬にかけて作られる料理である。なお、プチェーロはアルゼンチン中の家庭料理や大衆食堂で見られる料理であるものの、アルゼンチンでプチェーロは下層階級から中産階級までの人々の食べ物と見なされており、アルゼンチンの高級レストランでプチェーロはメニューに存在しない

。

## レシピ
上記のように、いわゆる「なんでもシチュー」であり、特に決まった形式は無いので、レシピなどについては省略する。作り方などは、シチューの作り方などを参照のこと。

## 主な参考文献
- 広瀬 香代子 『中南米のエスニック料理入門』 千早書房 1990年12月15日発行 ISBN 4-924784-72-9